# 高メチオニン血症
高メチオニン血症（こうメチオニンけっしょう）とは、血液中のメチオニンが正常濃度値を超えて蓄積される疾病で、一過性のものと持続性のものがある。

## 一過性高メチオニン血症
誰でも起こりうるもので、過食や高カロリー食の頻繁な摂取によって体内のメチオニン代謝能力の許容を超えたメチオニン摂取が行われると生じる。
基本的に自覚症状はなく、血液検査によって発見されることが多い。食事制限によって血中メチオニン濃度を1mg/dlとなるようメチオニン摂取量を調整すると改善しやすく、その後も食事の摂り方に気をつければ再発を防ぐこともできる。
再発を繰り返すなどあまり常態化させると肝障害や視力低下などを引き起こすこともあり、また血管障害である血栓や塞栓によって死亡にいたる場合もある。
体質的に代謝能力の低い人や腎肝機能に障害のある人、肥満の人はなりやすいとされる。

## 持続性高メチオニン血症
体内でメチオニンが代謝される過程において特定の酵素が先天的に欠損していることにより、代謝できないメチオニンが体内に多量蓄積されておこる。
新生児マススクリーニングによって出生後に発見できるが、治療開始が遅れると骨格の異常や眼疾患を引き起こし、場合によっては死亡することもある。
乳幼児期は認可されたメチオニン除去ミルクや低メチオニンミルクなどを使用し、食事療法やビタミン療法を生涯継続して行わなければならない。
持続性の場合、メチオニンの代謝中に生じたホモシステインが尿中に排出されるようになるホモシスチン尿症と密接なかかわりを持っている。